# Завадовський Борис Михайлович
Бори́с Миха́йлович Завадо́вський (*13 січня 1895, Єлисаветград, Херсонська губернія, Російська імперія, нині Кропивницький — †31 березня 1951, Москва) — радянський російський зоолог, видний вчений у галузі фізіології та еволюції тварин, Доктор сільськогосподарських наук (1934), професор (1920), академік ВАСХНІЛ (1935). Брат академіка Михайла Завадовського.

## Біографія
Борис Михайлович Завадовський народився 13 січня 1895 року в Єлисаветграді, де закінчив міську гімназію.
Потому навчався в МДУ, який закінчив у 1917 році. Відразу після отримання диплома його посилають в далеку експедицію до Асканії-Нової. Молодий зоолог не втрачає час даремно, він активно розвивається при цьому робить експерименти, починає вивчати дію гормонів щитоподібної залози. 
Працював асистентом (1915—16), викладачем біології (1918—19) Університету Шанявського. Брав участь у науково-освітній експедиції до Асканії-Нови від Університету Шанявського (1919).
У 1920—35 — професор, завідувач кафедри біології.
Борис Завадовський — директор Лабораторії експериментальної біології (1920—38) Комуністичного університету ім. Свердлова, одночасно з тим директор Біологічного музею (1922—51), завідувач кафедри дарвінізму Московського педагогічного інституту ім. В. П. Потьомкіна (1936—41, 1943—51); керівник групи з вивчення хімічної природи гормонів у Лабораторії органопрепаратів Наркомм'ясомолпрому (1945—51).

## Доробок і визнання
Б. М. Завадовський працював над питаннями управління розмноженням сільсько-господарських тварин і впливом ендокринних лізатних і вітамінних чинників на процеси росту й відгодівлі худоби.
Борис Завадовський теоретично обґрунтував і практично підтвердив методи використання гонадотропних гормонів СЖК для боротьби з яловістю корів та з метою стимуляції розмноження сільсько-господарських тварин.
Б. М. Завадовський — розробник методу гормональної діагностики жеребості кобил.
Вчений опублікував понад 200 наукових праць, в тому числі 42 книжки і брошури. Низка з його праць вийшла друком за кордоном. Основні наукові роботи Завадовського присвячені фізіології залоз внутрішньої секреції, питанням дарвінізма та еволюції тварин.
Вченого нагороджено медаллю «За трудову доблесть». Він — член Німецької академії натурознавців «Леопольдина» (1932), Лондонського королівського зоологічного товариства (1940).

### Головні наукові праці
- Проблема старости и омоложения в свете учения о внутренней секреции. — М.: Крас. Новь, 1923. — 125 с.
- Очерки внутренней секреции. — Л.: Прибой, 1928. — 331 с.
- Гормональные методы диагностики беременности сельскохозяйственных животных / Соавт.: Е. О. Казарновская и др. — М.: Сельхозгиз, 1936. — 108 с.
- Управление процессами размножения сельскохозяйственных животных. — М.: Сельхозгиз, 1945. — 166 с.
- Животное и растение. — 2-е изд., доп. и перераб. — М.: Селхозгиз, 1956. — 71 с.